# Lamar Hunt U.S. Open Cup de 2007
A Lamar Hunt U.S. Open Cup de 2007 foi a 94ª temporada da competição futebolística mais antiga dos Estados Unidos. Chicago Fire entra na competição defendendo o título.
O campeão da competição foi o New England Revolution, conquistando seu primeiro título, e o vice campeão foi o FC Dallas.

## Participantes
| Entram na Primeira Fase | Entram na Primeira Fase | Entram na Primeira Fase | Entram na Terceira Fase |
| USASA 8 Times | PDL 8 Times | USL First/USL Second 9 Times/7 Times | MLS 8 Times |
| USASA - Aegean Hawks - Azzurri FC - Banat Arsenal - Danbury United - Indios USA - Lynch's Irish Pub FC - Milwaukee Bavarians - RWB Adria | PDL - Bakersfield Brigade - BYU Cougars - Central Florida Kraze - El Paso Patriots - Kansas City Brass - Long Island Rough Riders - Michigan Bucks - Ocean City Barons | USL First Division - Atlanta Silverbacks - California Victory - Carolina RailHawks - Charleston Battery - Miami FC - Minnesota Thunder - Portland Timbers - Rochester Raging Rhinos - Seattle Sounders USL Second Division - Charlotte Eagles - Cincinnati Kings - Cleveland City Stars - Crystal Palace Baltimore - Harrisburg City Islanders - Richmond Kickers - Western Mass Pioneers | - Chicago Fire - Chivas USA - Colorado Rapids - D.C. United - FC Dallas - Houston Dynamo - Los Angeles Galaxy - New England Revolution |

## Premiação
| Lamar Hunt U.S. Open Cup de 2007           |
| ------------------------------------------ |
| NEW ENGLAND REVOLUTION Campeão (1º título) |